# Nukleozid-fosfat kinaza
Nukleozid-fosfat kinaza (EC 2.7.4.4, NMP-kinaza) je enzim sa sistematskim imenom ATP:nukleozid-fosfat fosfotransferaza. Ovaj enzim katalizuje sledeću hemijsku reakciju
ATP + nukleozid fosfat {\displaystyle \rightleftharpoons } ADP + nukleozid difosfat
Mnogi nukleotidi mogu da deluju kao akceptori.

## Spoljašnje veze
- Nucleoside-phosphate+kinase на 